# Copiapoa hypogaea
Copiapoa hypogaea es una especie de planta suculenta perteneciente al género Copiapoa, dentro de la familia Cactaceae. Es endémica del norte de Chile (concretamente desde el sudoeste de Antofagasta hasta el noroeste del desierto de Atacama) y rara vez sobresale de la superficie del suelo.

## Descripción

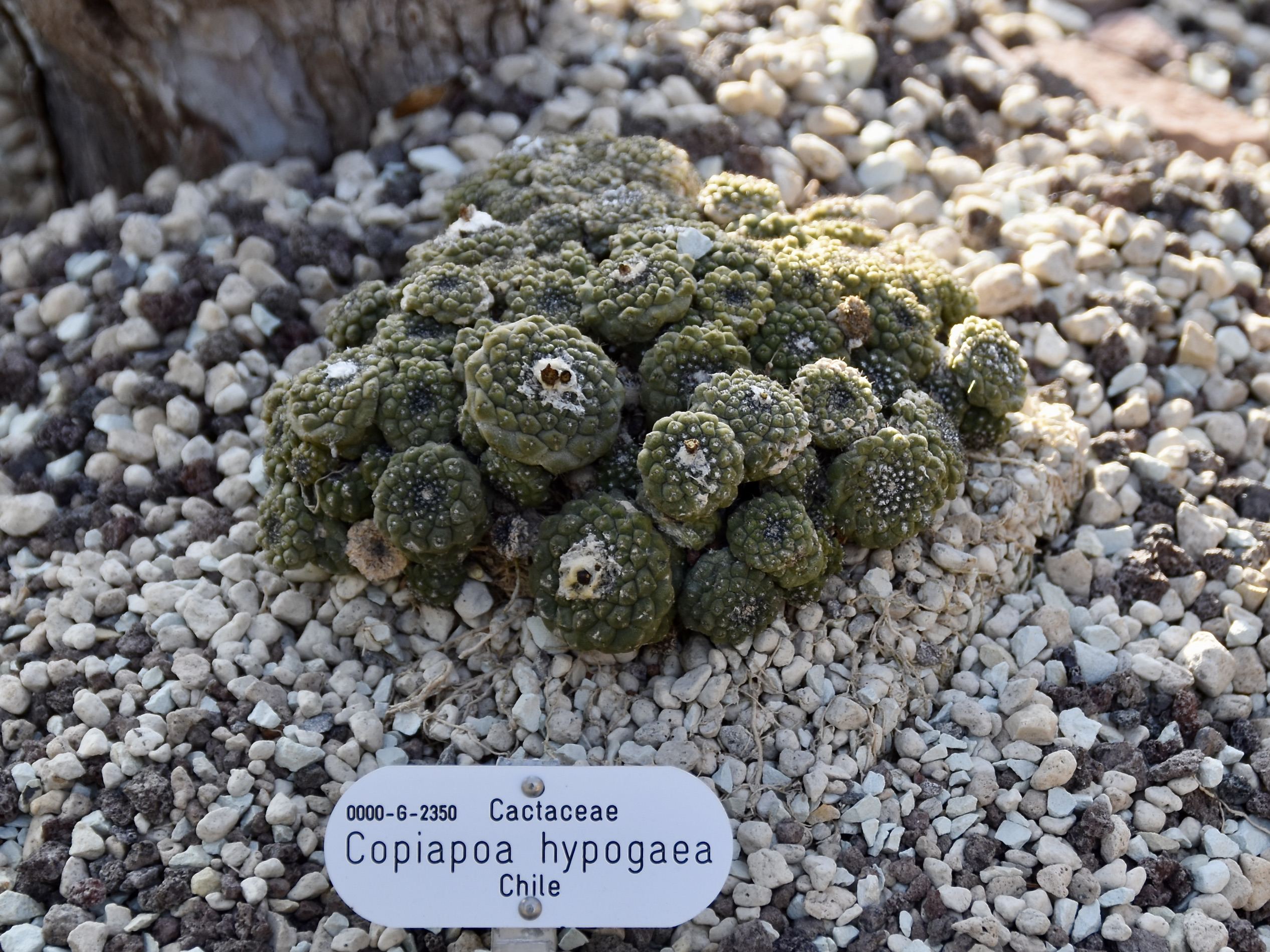
Crecimiento en grupo

Copiapoa hypogaea es una especie de cactus hipogeo, ya que la mayor parte del cuerpo de la planta se encuentra bajo tierra, mimetizándose con el entorno. Generalmente crece de forma solitaria a ras del suelo, aunque ocasionalmente puede desarrollar hijuelos en la base. Los tallos son de color marrón grisáceo a verdoso y tienen consistencia blanda. Su forma es esférica y deprimida, con la epidermis lisa o arrugada. Miden de 3 a 6,5 cm de diámetro y tienen el ápice cubierto de lana blanca. Sus raíces están engrosadas y están conectadas al tallo principal por una constricción en forma de cuello estrecho. 
Presentan de 10 a 16 costillas separadas unas de otras de 0,4 a 0,8 cm y están divididas en tubérculos extremadamente bajos. A menudo se disponen en espiral y miden alrededor de 0,4 a 0,7 cm de diámetro y hasta 0,5 cm de alto. Sobre ellas se asientan areolas hundidas, pequeñas y ovaladas, de 1 a 3 mm de diámetro. Están bien separadas unas de otras y están cubiertas de lana blanquecina. Tienen muy pocas espinas y están completamente ausentes en la parte más vieja de la planta. Se distingue 1 o ninguna espina central diminuta, y de 0 a 6 espinas radiales delgadas de 0,2 a 0,4 mm de longitud. Inicialmente son de color marrón o negro y con el tiempo, aunque se vuelve gris ceniza, terminan cayéndose por completo.
Las flores son diurnas, nacen en el ápice de los tallos y miden de 1,5 a 2 cm de largo y de 3 a 4 cm de ancho. Son de color amarillo a rojizo por fuera, se abren un solo día y desprenden olor. Los frutos son ligeramente carnosos, redondeados y pequeños. Son de color blanquecino y presentan unas pocas escamas apicales minúsculas.

## Distribución y hábitat
El área de distribución nativa de esta especie es el norte de Chile (concretamente desde el sudoeste de Antofagasta hasta el noroeste del desierto de Atacama) y crece principalmente en biomas desérticos o de matorrales secos, a elevaciones de 50 a 600 metros sobre el nivel del mar.

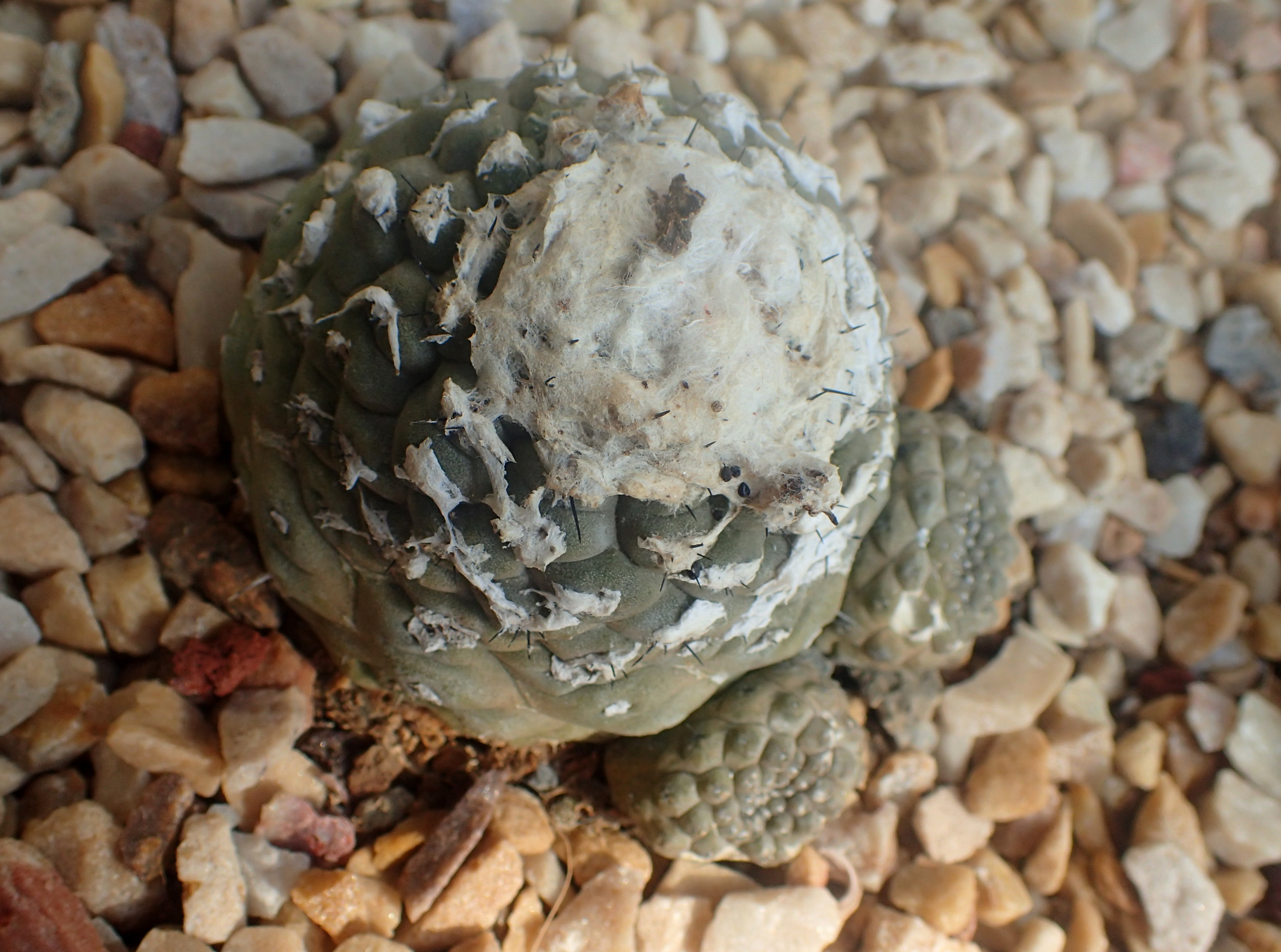
Ápice con lana blanca

Se desarrolla en suelos rocosos y arenosos de laderas escarpadas de cerros costeros. Además, se ocultan entre las piedras y siempre se sitúan en zonas expuestas a la humedad de las neblinas costeras. 

## Taxonomía
Copiapoa hypogaea fue descrita por el botánico alemán Friedrich Ritter y publicada por primera vez en la revista científica Cactus (Paris) 15 (66): 19 en el año 1960.

Etimología
- Copiapoa: nombre genérico que hace referencia a la ciudad de Copiapó, ubicada en el desierto de Atacama, lugar donde se encuentran la mayoría de las especies de este género.
- hypogaea: epíteto específico griego que significa 'subterráneo', haciendo referencia a los tallos hundidos de la especie.[5]

### Subespecies
Actualmente se distinguen dos subespecies:
| Imagen | Subespecie                                | Descripción                              | Distribución                                                                   |
| ------ | ----------------------------------------- | ---------------------------------------- | ------------------------------------------------------------------------------ |
|        | Copiapoa hypogaea subsp. cobrensis Doweld | Epidermis color gris rojizo.             | Norte de Chile (Antofagasta)                                                   |
|        | Copiapoa hypogaea subsp. hypogaea         | Epidermis color marrón grisáceo-verdoso. | Norte de Chile (desde el sudoeste de Antofagasta hasta el noroeste de Atacama) |

Sinonimia
- Sinónimos de Copiapoa hypogaea subsp. cobrensis: (no tiene)
- Sinónimos de Copiapoa hypogaea subsp. hypogaea:
  - Copiapoa hypogaea var. barquitensis F.Ritter (1980)
  - Neochilenia hypogaea Backeb. (1959)

## Estado de conservación
En la Lista Roja de Especies Amenazadas de la UICN, la especie está clasificada como “En Peligro (EN)”.
Las principales amenazas que sufre la especie se deben al deterioro del hábitat por efecto de la disminución en las precipitaciones por el cambio climático, la recolección ilegal, la minería y la construcción de caminos. Además las plantas son comidas por guanacos por poseer pocas espinas.

## Usos

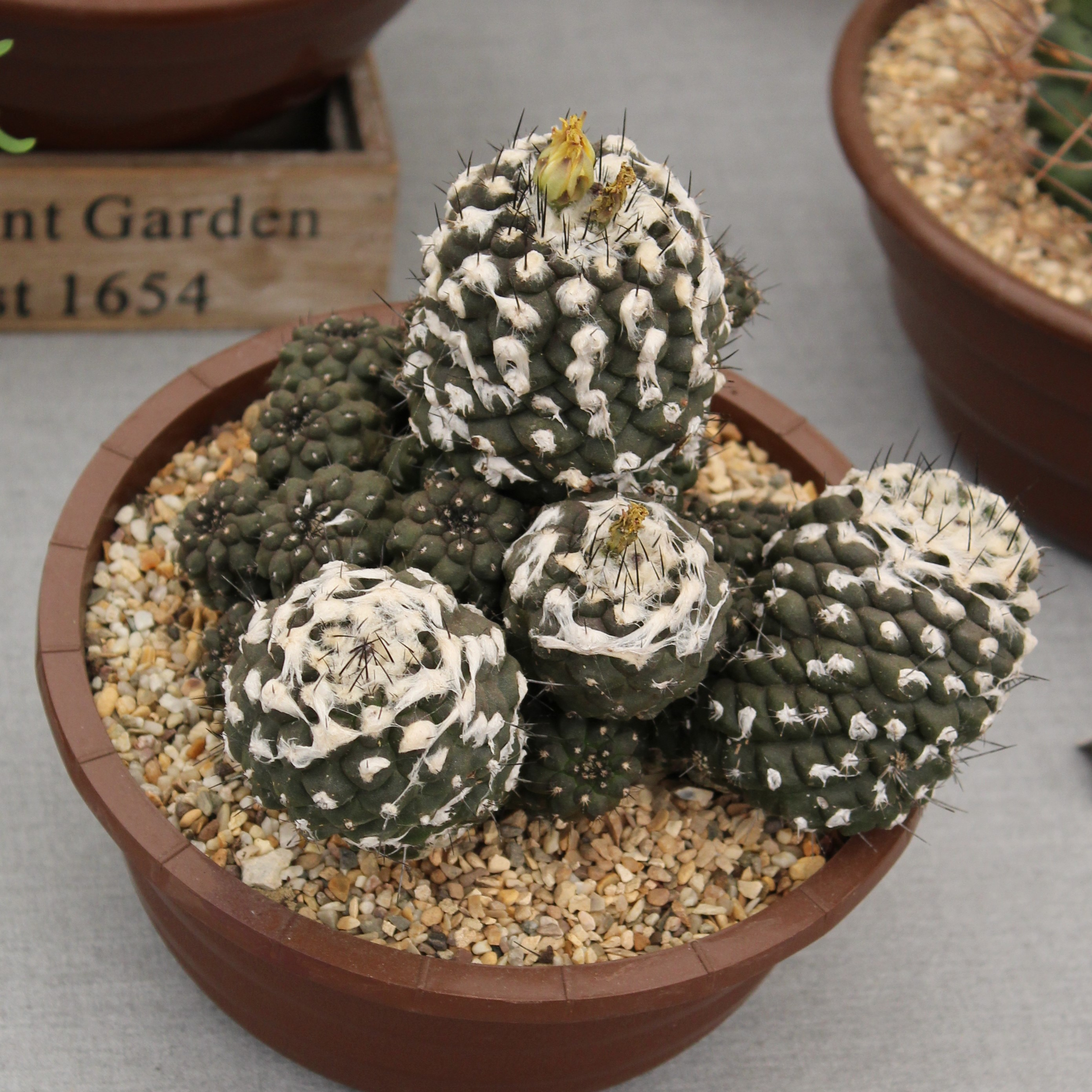
Cultivo en maceta

Se cultiva principalmente como planta ornamental y su propagación se realiza a través de semillas o hijuelos.